# Kunkeliella
- Commons
- Wikispecies

Kunkeliella é um género botânico pertencente à família Santalaceae.